# Phrynomedusa appendiculata
Phyllomedusa appendiculata — вид жаб родини Phyllomedusidae.

## Поширення
Цей вид є ендеміком Бразилії. Мешкає в атлантичному лісі на південному сході країни. Природні місця проживання — субтропічні або тропічні вологі низовинні ліси та річки.
Після 1970 року жодних інших спостережень цього виду не було до кінця 2011 року, коли його знову виявили поблизу Санту-Андре в штаті Сан-Паулу, що стало першим спостереженням виду за понад 41 рік; ці результати були опубліковані в дослідженні 2022 року. Фактори його первинного зникнення залишаються нез'ясованими, хоча це може бути пов'язано з хітридіомікозом та втратою середовища проживання.